# Браца Ђурковић
Браца Ђурковић (1953) српски je сликар из Београда.

## Биографија
Браца Ђурковић је 1982. дипломирао на Факултету ликовних уметности у Београду у класи професора Здравка Вајагића. Његове слике налазе се у седишту Уједињених нација у Женеви, канцеларији градоначелника Велестина у Грчкој, болници Џонс Хопкинс у Балтимору, Амбасади Италије у Београду и многим другим местима.